# Selección de fútbol sala del Líbano
La Selección de fútbol sala del Líbano es el equipo que representa al país en el Mundial de Fútbol Sala, en el Campeonato Asiático de Futsal y en otros torneos de la especialdad; y es controlado por la Federación Libanesa de Fútbol.

## Estadísticas

### Copa Mundial de Futsal FIFA
| Copa Mundial de fútbol sala de la FIFA | Copa Mundial de fútbol sala de la FIFA | Copa Mundial de fútbol sala de la FIFA | Copa Mundial de fútbol sala de la FIFA | Copa Mundial de fútbol sala de la FIFA | Copa Mundial de fútbol sala de la FIFA | Copa Mundial de fútbol sala de la FIFA | Copa Mundial de fútbol sala de la FIFA |
| Año                                    | Ronda                                  | J                                      | G                                      | E                                      | P                                      | GF                                     | GC                                     |
| -------------------------------------- | -------------------------------------- | -------------------------------------- | -------------------------------------- | -------------------------------------- | -------------------------------------- | -------------------------------------- | -------------------------------------- |
| 1989 – 2000                            | No participó                           | No participó                           | No participó                           | No participó                           | No participó                           | No participó                           | No participó                           |
| 2004 – 2024                            | No clasificó                           | No clasificó                           | No clasificó                           | No clasificó                           | No clasificó                           | No clasificó                           | No clasificó                           |
| Total                                  | 0/10                                   | -                                      | -                                      | -                                      | -                                      | -                                      | -                                      |

### Copa Asiática de Futsal de la AFC
| Copa Asiática de Futsal de la AFC | Copa Asiática de Futsal de la AFC | Copa Asiática de Futsal de la AFC | Copa Asiática de Futsal de la AFC | Copa Asiática de Futsal de la AFC | Copa Asiática de Futsal de la AFC | Copa Asiática de Futsal de la AFC | Copa Asiática de Futsal de la AFC |
| Año                               | Ronda                             | J                                 | G                                 | E                                 | P                                 | GF                                | GC                                |
| --------------------------------- | --------------------------------- | --------------------------------- | --------------------------------- | --------------------------------- | --------------------------------- | --------------------------------- | --------------------------------- |
| 1999 – 2002                       | No participó                      | No participó                      | No participó                      | No participó                      | No participó                      | No participó                      | No participó                      |
| 2003                              | Fase de grupos                    | 3                                 | 1                                 | 0                                 | 2                                 | 8                                 | 23                                |
| 2004                              | Cuartos de final                  | 5                                 | 2                                 | 1                                 | 2                                 | 22                                | 17                                |
| 2005                              | Primera ronda                     | 8                                 | 6                                 | 0                                 | 2                                 | 51                                | 25                                |
| 2006                              | Fase de grupos                    | 3                                 | 0                                 | 1                                 | 2                                 | 12                                | 18                                |
| 2007                              | Cuartos de final                  | 4                                 | 2                                 | 0                                 | 2                                 | 19                                | 15                                |
| 2008                              | Cuartos de final                  | 4                                 | 1                                 | 1                                 | 2                                 | 13                                | 23                                |
| 2010                              | Cuartos de final                  | 4                                 | 2                                 | 0                                 | 2                                 | 12                                | 16                                |
| 2012                              | Cuartos de final                  | 4                                 | 2                                 | 0                                 | 2                                 | 10                                | 11                                |
| 2014                              | Cuartos de final                  | 4                                 | 1                                 | 1                                 | 2                                 | 14                                | 19                                |
| 2016                              | Fase de grupos                    | 3                                 | 0                                 | 2                                 | 1                                 | 7                                 | 9                                 |
| 2018                              | Cuartos de final                  | 4                                 | 2                                 | 2                                 | 0                                 | 11                                | 7                                 |
| 2022                              | Fase de grupos                    | 3                                 | 0                                 | 1                                 | 2                                 | 3                                 | 17                                |
| 2024                              | No clasificó                      | No clasificó                      | No clasificó                      | No clasificó                      | No clasificó                      | No clasificó                      | No clasificó                      |
| Total                             | 12/17                             | 49                                | 19                                | 9                                 | 21                                | 182                               | 200                               |

### Copa Árabe de Futsal
| Copa Árabe de Futsal | Copa Árabe de Futsal | Copa Árabe de Futsal | Copa Árabe de Futsal | Copa Árabe de Futsal | Copa Árabe de Futsal | Copa Árabe de Futsal | Copa Árabe de Futsal |
| Año                  | Ronda                | J                    | G                    | E                    | P                    | GF                   | GC                   |
| -------------------- | -------------------- | -------------------- | -------------------- | -------------------- | -------------------- | -------------------- | -------------------- |
| 1998                 | No participó         | No participó         | No participó         | No participó         | No participó         | No participó         | No participó         |
| 2005                 | Tercer lugar         | 4                    | 2                    | 0                    | 2                    | 24                   | 27                   |
| 2007                 | Tercer lugar         | 5                    | 2                    | 0                    | 3                    | 24                   | 21                   |
| 2008                 | Cuarto lugar         | 6                    | 3                    | 0                    | 3                    | 33                   | 20                   |
| 2021                 | No participó         | No participó         | No participó         | No participó         | No participó         | No participó         | No participó         |
| 2022                 | No participó         | No participó         | No participó         | No participó         | No participó         | No participó         | No participó         |
| 2023                 | Cuartos de final     | 4                    | 1                    | 0                    | 3                    | 12                   | 19                   |
| Total                | 4/7                  | 19                   | 8                    | 0                    | 11                   | 93                   | 87                   |

### Campeonato de la WAFF
| Campeonato de Futsal de la WAFF | Campeonato de Futsal de la WAFF | Campeonato de Futsal de la WAFF | Campeonato de Futsal de la WAFF | Campeonato de Futsal de la WAFF | Campeonato de Futsal de la WAFF | Campeonato de Futsal de la WAFF | Campeonato de Futsal de la WAFF | Campeonato de Futsal de la WAFF |
| Año                             | Ronda                           | J                               | G                               | E                               | P                               | GF                              | GC                              |                                 |
| ------------------------------- | ------------------------------- | ------------------------------- | ------------------------------- | ------------------------------- | ------------------------------- | ------------------------------- | ------------------------------- | ------------------------------- |
| 2007                            | Finalista                       | 3                               | 2                               | 0                               | 1                               | 12                              | 9                               |                                 |
| 2009                            | 3º Lugar                        | 4                               | 2                               | 0                               | 2                               | 11                              | 8                               |                                 |
| 2012                            | No participó                    | No participó                    | No participó                    | No participó                    | No participó                    | No participó                    | No participó                    | No participó                    |
| 2022                            | Semifinales                     | 4                               | 1                               | 2                               | 1                               | 9                               | 11                              |                                 |
| Total                           | 3/4                             | 11                              | 5                               | 2                               | 4                               | 32                              | 28                              |                                 |

### Juegos Asiáticos Bajo Techo
| Futsal en los Juegos Asiáticos Bajo Techo | Futsal en los Juegos Asiáticos Bajo Techo | Futsal en los Juegos Asiáticos Bajo Techo | Futsal en los Juegos Asiáticos Bajo Techo | Futsal en los Juegos Asiáticos Bajo Techo | Futsal en los Juegos Asiáticos Bajo Techo | Futsal en los Juegos Asiáticos Bajo Techo | Futsal en los Juegos Asiáticos Bajo Techo | Futsal en los Juegos Asiáticos Bajo Techo |
| Año                                       | Ronda                                     | J                                         | G                                         | E                                         | P                                         | GF                                        | GC                                        | DIF                                       |
| ----------------------------------------- | ----------------------------------------- | ----------------------------------------- | ----------------------------------------- | ----------------------------------------- | ----------------------------------------- | ----------------------------------------- | ----------------------------------------- | ----------------------------------------- |
| 2005                                      | No participó                              | No participó                              | No participó                              | No participó                              | No participó                              | No participó                              | No participó                              | No participó                              |
| 2007                                      | Cuartos de final                          | 5                                         | 3                                         | 1                                         | 1                                         | 16                                        | 17                                        | -1                                        |
| 2009                                      | No participó                              | No participó                              | No participó                              | No participó                              | No participó                              | No participó                              | No participó                              | No participó                              |
| 2013                                      | Cuartos de final                          | 3                                         | 1                                         | 1                                         | 1                                         | 14                                        | 11                                        | +3                                        |
| 2017                                      | Fase de grupos                            | 2                                         | 0                                         | 0                                         | 2                                         | 4                                         | 10                                        | -6                                        |
| Total                                     | 3/5                                       | 10                                        | 4                                         | 2                                         | 4                                         | 34                                        | 38                                        | -4                                        |